# Génération Bêta

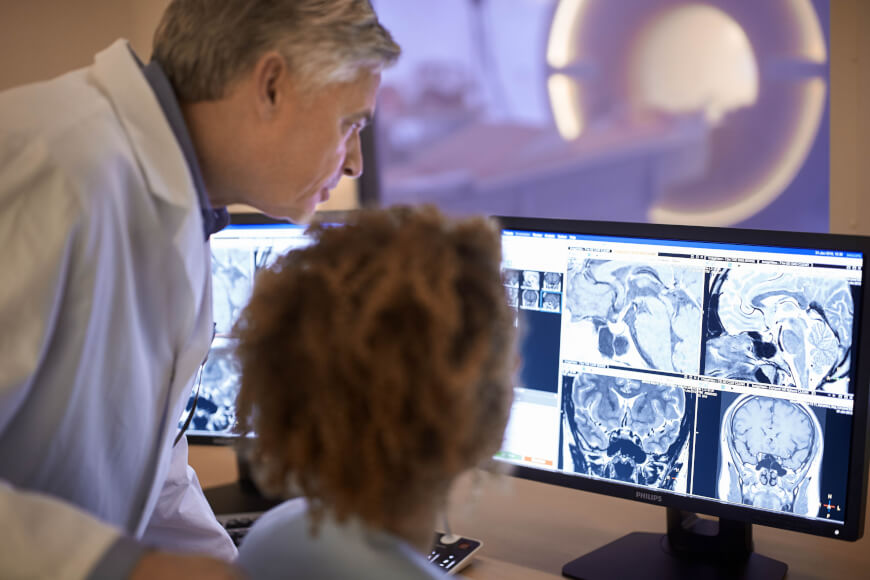
Radiologues interprétant des IRM à l'aide de l'intelligence artificielle.

La génération Bêta est l'ensemble des personnes nées entre 2025 et 2039, succédant à la génération Alpha. Elle est définie par Mark McCrindle, chercheur australien en sciences sociales, comme une génération née alors que les technologies de l'intelligence artificielle et leurs implications techniques ont un impact grandissant dans la société.